# Das Haus an der Ampel
Das Haus an der Ampel ist das 28. Studioalbum des deutschen Liedermachers Reinhard Mey. Es erschien 2020 bei der Universal Music GmbH. Es enthält 16 Lieder, davon 15 neue von Reinhard Mey selbst getextete und komponierte Stücke sowie Scarlet Ribbons mit seiner Tochter Victoria-Luise. Das Album besteht aus zwei CDs, einmal nur mit Gitarrenbegleitung und einmal mit Ensemble.

## Inhalt
Das Album thematisiert zum großen Teil Episoden aus Meys Familie: Das Haus an der Ampel ist Meys Elternhaus, Wir haben jedem Kind ein Haus gegeben bezieht sich auf seine Kinder, für seinen verstorbenen Sohn aber „nur mit einem Blätterdach“. Weitere Themen sind seine Schriftstellerei (An meinen Bleistift) und seine ersten Erfolge (In Wien). Alltagserkenntnisse finden sich in den Liedern Menschen, die Eis essen oder Ich liebe es, unter Menschen zu sein wieder. In Gerhard und Frank wird Sterbehilfe thematisiert.
Das letzte Lied, Scarlet Ribbons, stammt von Evelyn Danzig und Jack Segal und wurde unter anderem von Harry Belafonte, Roy Orbison und dem Kingston Trio gesungen. Mey singt es zusammen mit seiner Tochter auf Englisch.

## Produktion
Das von Manfred Leuchter produzierte  Album erschien im Verlag Edition Reinhard Mey Berlin. Leuchter (Musentempel Aachen) übernahm auch die Musikaufnahmen, die Arrangements, Mix und Mastering. Die Gesangsaufnahmen führte Jörg Surrey (Teldex Berlin) durch. Die Gestaltung des Albums  stammt von „DDT2w. Dusan Totovic“.
Das Album sollte ursprünglich am 8. Mai 2020 erscheinen. Aufgrund von Lieferengpässen infolge der Corona-Pandemie musste das Erscheinungsdatum jedoch auf den 29. Mai verschoben werden. Als Entschädigung für seine Fans nahm er in seinem Garten ein knapp viertelstündiges Konzert auf, das er auf YouTube veröffentlichte. Es enthält die Lieder Ich bring dich durch die Nacht (2000), Mein Apfelbäumchen (1985) und Viertel vor sieben (1998). Bild und Ton übernahm seine Tochter Victoria.

## Titelliste
1. Im Hotel zum ewigen Gang der Gezeiten – CD 1: 4:35/CD 2: 4:27
2. An meinen Bleistift – 3:29/3:04
3. Das Haus an der Ampel – 8:14/7:42
4. Der Vater und das Kind – 4:31/3:53
5. In Wien – 5:44/5:45
6. Bleib bei mir – 4:22/3:43
7. Häng dein Herz nicht an einen Hund – 3:19/3:24
8. Glück ist, wenn du Freunde hast – 4:20/4:03
9. Menschen, die Eis essen – 5:24/5:07
10. Ich liebe es, unter Menschen zu sein – 4:19/4:20
11. Gerhard und Frank – 4:37/4:27
12. Wiegenlied – 3:25/2:41
13. Wir haben jedem Kind ein Haus gegeben – 4:39/4:28
14. Zimmer mit Aussicht – 5:08/4:21
15. Was will ich mehr – 3:43/3:31
16. Scarlet Ribbons (mit Victoria-Luise Mey) – 3:45/2:44

## Grafiken
Das Booklet enthält alle Texte, die mit bis zu sechs Fotos illustriert sind. Sie stammen von Jim Rakete, Hella Mey, Victoria-Luise Mey, Reinhard Mey und Sali Aydin. Darüber hinaus enthält es Zeichnungen von Hella, Max und Victoria-Luise Mey. Es ist auch eine limitierte Version mit einem umfangreicheren Booklet verfügbar.

## Rezensionen
Für den Nachrichtensender n-tv urteilte Karl Masuch, dass „auch die neuen Stücke vielfach sowohl thematisch als auch kompositorisch klingen wie schon tausendmal gehört“; das Album lasse lediglich dort aufhorchen, „wo Mey seine Endlosschleife der Banalitäten verlässt“.
Michael Loesl bezeichnete in den Nürnberger Nachrichten das neue Album dagegen als „Ereignis“. Weiter heißt es: „Meys Neugierde auf das Leben und die Poesie des Dialogs wirken darin ungebrochen juvenil“.

## Chartplatzierungen
| ChartsChartplatzierungen | Höchstplatzierung | Wochen |
| ------------------------ | ----------------- | ------ |
| Deutschland (GfK)        | 2 (30 Wo.)        | 30     |
| Österreich (Ö3)          | 2 (9 Wo.)         | 9      |
| Schweiz (IFPI)           | 5 (5 Wo.)         | 5      |